# Angelo Musi
Angelo Musi Jr (ur. 25 lipca 1918 w Filadelfii, zm. 19 października 2009 w Bryn Mawr) – amerykański koszykarz, występujący na pozycji rozgrywającego, mistrz BAA z 1947.
W latach 1942–1946 odbywał obowiązkową służbę wojskową, występując jednocześnie w lidze ABL. Zaliczył też służbę na Filipinach, gdzie grał w baseball i koszykówkę, w zespołach wojskowych.
W 2001 magazyn Sports Illustrated wybrał go trzecim najlepszym zawodnikiem w historii NBA o wzroście 175 cm i poniżej.

## Osiągnięcia
NCAA
- Zaliczony do:
  - składu honorable mention All-American (1942)
  - II składu All-East (1941, 1942)

ABL
- Mistrz ABL (1944)

BAA/NBA
- Mistrz BAA (1947)
- Wicemistrz BAA (1948)

Inne
- Zaliczony do galerii sław sportu:
  - uczelni Temple
  - stanu Pensylwania
  - Delaware County